# دابانلو (خدابنده)
دابانلو (خدابنده)، روستایی از توابع بخش سجاس‌چای شهرستان خدابنده در استان زنگان ( زنجان ) ایران است.

## جمعیت
این روستا در دهستان سجاس‌رود قرار دارد و براساس سرشماری مرکز آمار ایران در سال ۱۳۸۵، جمعیت آن ۶۶۶ نفر (۱۵۷خانوار) بوده‌است.